# Justus Schneider

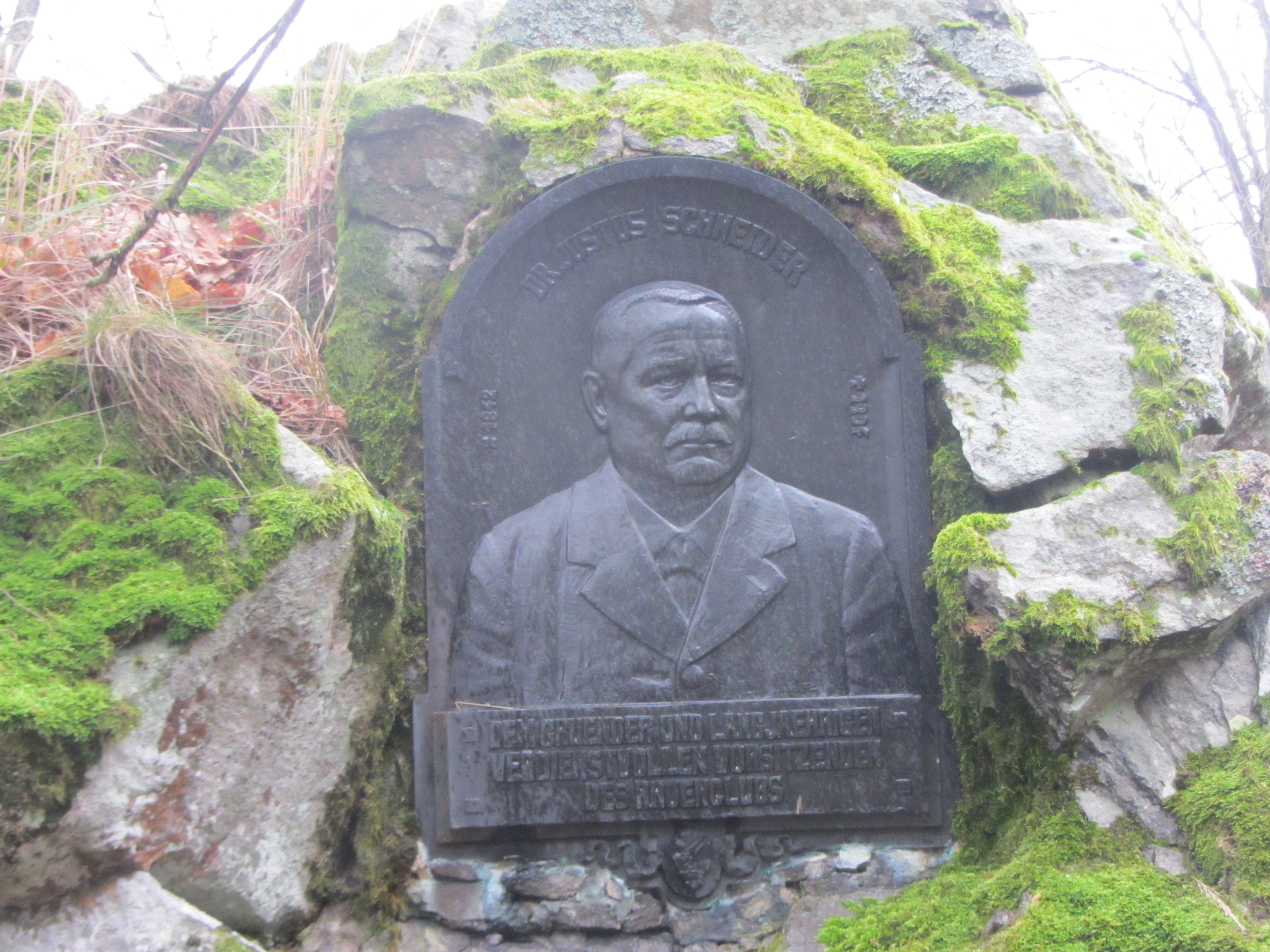
Das Justus-Schneider-Denkmal auf der Milseburg

Justus Schneider (geb. 15. Februar 1842 in Fulda, Kurfürstentum Hessen; gest. 8. April 1904 in Fulda, Deutsches Reich) war ein deutscher Arzt und Schriftsteller, der für sein Engagement für das Mittelgebirge Rhön bekannt war. Er initiierte den Rhönklub 1876 in Gersfeld.

## Leben

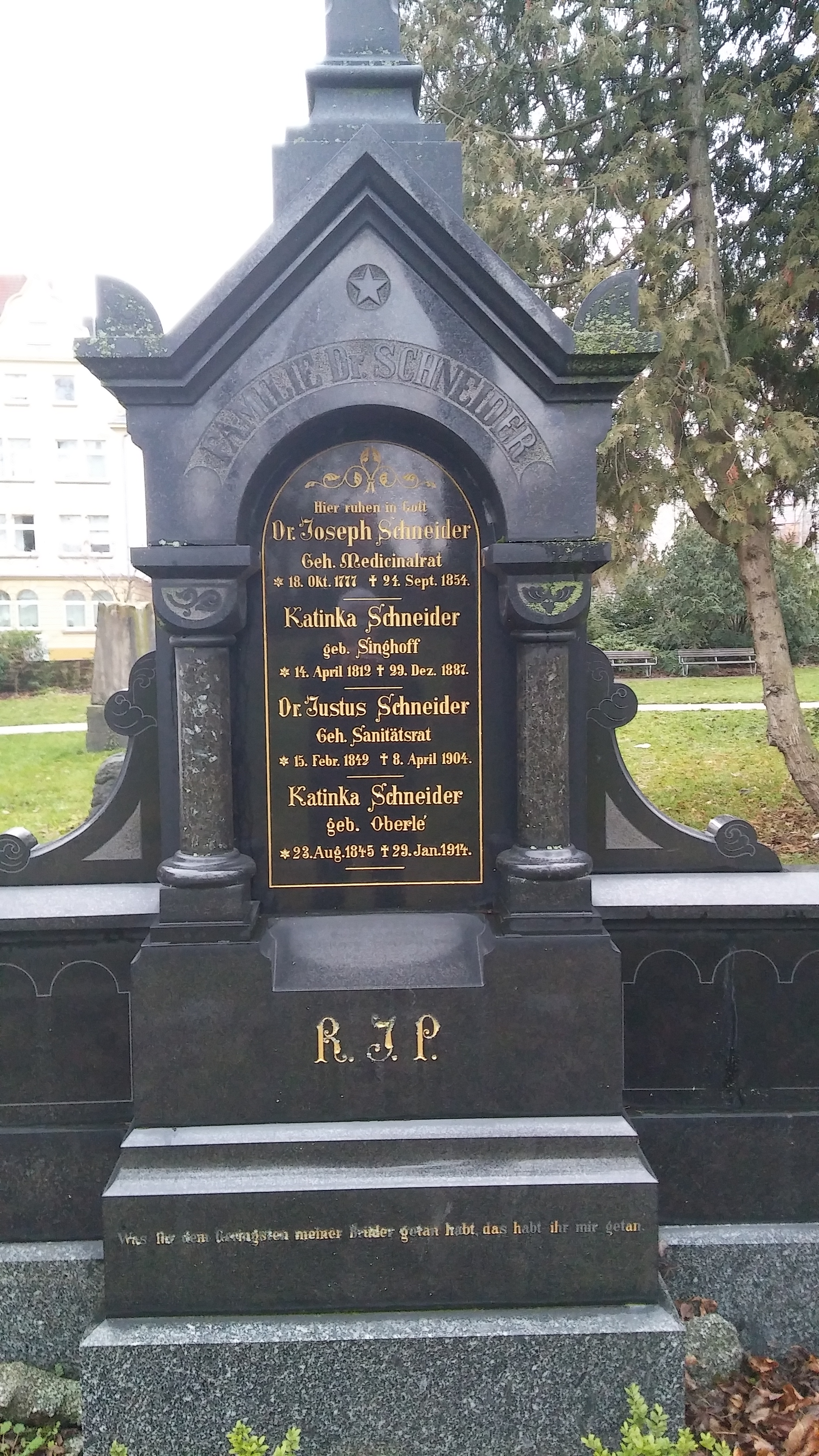
Grab der Familie Schneider auf dem Alten städtischen Friedhof Fulda

Justus Schneider wurde am 15. Februar 1842 als Sohn des Arztes Johann Joseph Schneider geboren. Durch ihn bereiste er häufig die Rhön. Eine erste naturhistorische Beschreibung des Rhöngebirges ging 1816 auf ihn zurück. Schneider besuchte ab 1851 das Kurfürstliche Gymnasium in Fulda und studierte ebenfalls Medizin. 1867 eröffnete er eine Praxis. Aus einer Heirat 1868 ging 1870 ein Sohn hervor.
Die Begeisterung seines Vaters ging auch auf ihn über und regte ihn zum Erstellen eines Rhönführers an, in welchem er das Gebirge und die Kultur beschrieb. Hierbei entschied er sich, einen Verein zu gründen, um die Rhön besser zu erschließen und zu vermarkten, wodurch ein bescheidener Wohlstand für die Bewohner entstehen solle. Zum 6. August 1876 lud er in der ganzen Rhön Menschen nach Gersfeld ein, wo der Rhönklub gegründet wurde. Diesem stand Schneider bis zu seinem Tod am 8. April 1904 als Präsident vor.
Schneider begründete als Vorsitzender des Zweigvereins Fulda sowie des Hauptvereins die Tradition, mit einer Wanderung auf die Milseburg am Dreikönigstag das Wanderjahr zu eröffnen. Darauf folgte zumeist von ihm im Hotel Milseburg ein Vortrag zur Rhön.
1903 erkrankte er auf einer Reise zu einem medizinischen Weltkongress schwer. Jedoch litt er schon länger unter einer Leberschwellung. Mehrere Professoren untersuchten ihn, konnten aber nichts ausrichten. Im September eröffnete er seinem Sohn, dass er bald sterben werde und legte ihm den Rhönklub ans Herz.
Am 8. April 1904 starb er morgens um 4:00 Uhr und wurde auf dem Alten Friedhof in der Goethestraße in Fulda beigesetzt.

## Gedenken
- Ein Denkmal wurde vom Rhönklub auf der Milseburg, welche er mehrfach bestiegen hatte, errichtet.
- Eine Quelle unterhalb der Rother Kuppe wurde ihm zu Ehren Justusbrunnen benannt.
- In Gersfeld wurde eine Straße Justus-Schneider-Straße benannt.

## Schriften
- Führer durch die Rhön: nebst einem Anhange für die Kurgäste in den Rhönbädern Bocklet, Brückenau, Kissingen, Neuhaus und einer Reise- und Routen-Karte. Stahel, Würzburg 1877 (Digitalisat im Kulturportal bavarikon).